# خان ديزج
خان‌ ديزج هي قرية في مقاطعة خوي، إيران. يقدر عدد سكانها بـ 587 نسمة بحسب إحصاء 2016.